# 帕斯卡日报
《帕斯卡日報》（羅馬化：Dainik Bhaskar），又译《巴斯卡日报》、《太阳日报》，是DB集團旗下的一份印度印地语報紙。 据印度发行量审计局的說法，它的发行量位居世界第四，同時是印度发行量最大的报纸。 1958年，它于博帕尔开業，1983年，帕斯卡日報推出印多尔版，繼而使其發行量扩大。至今，DB集團在12个国家經銷，並以印地语、马拉地语和古吉拉特语發行65个版本的新聞報紙。